# Cavia tschudii
El poronccoy (del quechua sureño purun quwi, "cuy salvaje"), cuy silvestre, cuy salvaje o cuis serrano (Cavia tschudii) es una especie de roedor de la familia Caviidae natural de los Andes del Perú, de Bolivia, Chile y Argentina, es probablemente el ancestro principal de Cavia porcellus, el cuy doméstico, que parece ser un híbrido que incluye contribuciones genéticas menores de otras especies de Cavia.

## Descripción
El cuy silvestre es una especie de tamaño medio, que alcanza una longitud total de 247 mm. Su color varía en las diferentes partes de la cordillera; en Perú, el pelaje dorsal es marrón rojizo oscuro mezclado con negro, y las partes inferiores son de color gris anteado oscuro; en Chile, la superficie dorsal es de color marrón agutí pálido con las partes inferiores más pálidas; en Bolivia, las partes superiores son de color oliva agutí y las partes inferiores de color blanco cremoso o blanco.

## Distribución y hábitat
El cuy silvestre es originario de los altos Andes en Sudamérica. Su área de distribución se extiende desde Perú y Bolivia hacia el sur hasta la región de Tarapacá en Chile y la provincia de Tucumán en Argentina. Su rango de altitud es de 2.000 a 3.800 metros sobre el nivel del mar. Vive en hábitats húmedos con rocas y vegetación gruesa, haciendo caminos a través del follaje. En Argentina vive en madrigueras con varias entradas.

## Ciclo de vida
El cuy silvestre tiene un periodo de gestación de alrededor de 63 días. El tamaño de la camada oscila entre uno y cuatro, y las crías crecen rápidamente, llegando a ser independientes a los 2 meses de edad.

## Taxonomía
Los cuyes salvajes peruanos fueron descritos por primera vez por Edward Turner Bennett en 1835, quien los denominó Cavia cutleri. Johann Jakob von Tschudi, en una publicación de 1845, utilizó el término Cavia cutleri para referirse a lo que ahora se consideran dos especies distintas: la primera, la Cavia cutleri de Bennett, que más tarde fue identificada (por Oldfield Thomas en 1917) como probablemente una versión de Cavia porcellus con una pigmentación diferente, y la segunda, un cuy peruano salvaje que era claramente diferente del animal descrito por Bennett. En 1867, Leopold Fitzinger rebautizó el cuy claramente salvaje como Cavia tschudii.

### Subespecies
Dentro de la especie, se describen de seis a ocho subespecies junto con la forma nominal. La siguiente cuenta sigue a Dunnum (2015) con ocho subespecies, con una revisión pendiente según el autor.
- Cavia tschudii tschudii: Subespecie tipo, en la región de Ica de Perú; coloración del cuerpo grisácea canela
- Cavia tschudii atahualpae: En las regiones de los valles de los Andes en el norte de Perú. Forma grande y de color canela grisáceo oscuro a negro. Los lados del cuerpo son más ligeros que la espalda.
- Cavia tschudii festina: En la región andina del centro de Perú, en la región de Junín. Coloración del cuerpo gris-canela.
- Cavia tschudii osgoodi: En el sur de Perú, en el Altiplano, al norte del lago Titicaca. Coloración del cuerpo marrón rojizo oscuro.
- Cavia tschudii pallidior: En las tierras bajas del norte de Chile y el sur de Perú hasta las grandes altitudes de Bolivia.
- Cavia tschudii sodalis: En las tierras altas de las provincias de Tucumán y Jujuy en el norte de Argentina, anteriormente también en la provincia de Salta. Los animales son de color marrón pálido.
- Cavia tschudii stolida: En el valle de Utcubamba en el noroeste de Perú. Coloración del cuerpo marrón oliva oscuro.
- Cavia tschudii umbrata: En la región andina del centro de Perú, en la región de Junín. Color del cuerpo gris-negro.

Wilson & Reeder (2005) sólo distinguen seis subespecies. C. tschudii atahualpae, C. tschudii pallidior y C. tschudii umbrata no se consideran ahí, la subespecie C. tschudii arequipae que se da ahí se considera un sinónimo de Cavia tschudii pallidior según Dunnum (2015). C. tschudii stolida se considera parcialmente una especie distinta.